# Torcé-Viviers-en-Charnie
Torcé-Viviers-en-Charnie é uma comuna francesa na região administrativa de Pays de la Loire, no departamento de Mayenne. Estende-se por uma área de 48,77 km². Em 2010 a comuna tinha 771 habitantes (densidade: 15,8 hab./km²).